# Nationales Olympisches Komitee des Saarlandes

NOK des Saarlandes (SAA)

Ein Nationales Olympisches Komitee des Saarlandes bestand bedingt durch das Saarstatut während der französischen Besatzungszeit zwischen 1950 und 1957, bis zum Beitritt des Saarlandes zur Bundesrepublik Deutschland.

## Historische Voraussetzungen
Nach dem Ende des Zweiten Weltkrieges wurde das Saarland im Juli 1945 von französischen Truppen besetzt. Die Besatzungsmacht schuf ein Militärgouvernement, das von der restlichen französischen Zone abgetrennt wurde. Die französischen Interessen am Saarland waren in der Hauptsache wirtschaftlicher Natur.
Im Verlauf der nächsten Jahre entstand ein Staat, der im Innern autonom war, wirtschaftlich an Frankreich angeschlossen wurde und von Deutschland abgetrennt war.
Bereits im Jahre 1945 wurden Verordnungen erlassen, welche die Bildung von Sportvereinen und die Regeln für sportliche Veranstaltungen festlegten. Die Annäherung des saarländischen Sports an den französischen Sport wurde erklärtes Ziel des Militärgouverneurs Gilbert Grandval, so wurden 1948 Begegnungen zwischen Mannschaften des Saarlandes und den übrigen Teilen Deutschlands untersagt.
Jedoch waren zu diesem Zeitpunkt unter anderem die Fußballvereine in der Oberliga Südwest im Spielbetrieb mit Mannschaften aus den übrigen Teilen Deutschlands. In der Folge scheiterte auch der Versuch, mit dem 1. FC Saarbrücken eine Mannschaft im französischen Spielbetrieb zu integrieren.
Im Jahre 1949 sollte der Landessportverband des Saarlandes über ein Schreiben abstimmen, welches die Fachverbände aufforderte, den jeweiligen französischen Verbänden beizutreten. Trotz der Verabschiedung dieses Schreibens widersetzten sich viele Fachverbände, so unter anderem der Fußballverband und der Handballverband, diesem Anschluss.
Aufgrund eines Kulturabkommens vom Dezember 1948, in dessen Artikel acht es hieß: „Die saarländischen Sportorganisationen können Vertreter in die französischen Sportverbände entsenden, die ihrerseits jene bei den internationalen Sportverbänden vertreten. Die selbstständige Vertretung des Saarlandes bei den internationalen Sportverbänden, die eine solche genehmigen, ist gestattet“, stellten nunmehr die Fachverbände Anträge bei den internationalen Verbänden.

## Geschichte des NOK des Saarlandes
Das Jahr 1950 ist für die internationale Anerkennung des Saarsports von Bedeutung.
Auf der Sitzung des LSVS am 12. Januar 1950 wurde ein provisorisches Olympisches Komitee des Saarlandes gebildet. Dieses „Comité olympique de la Sarre“ bat am 5. Mai 1950 den Präsidenten des IOC, Sigfrid Edström, um die Anerkennung und auch der Präsident des Comité olympique français und IOC-Mitglied, Armand Massard, wurde von diesem Antrag unterrichtet. Landessportverband, Regierung und Hohes Kommissariat bemühten sich rechtzeitig vor der 44. Session des IOC vom 15. bis 17. Mai 1950 in Kopenhagen zur Vorbereitung der Olympischen Spiele 1952 in Helsinki um die Teilnahme der Saar.
Das Nationale Olympische Komitee für Deutschland erhielt vom IOC nur eine provisorische Anerkennung. Die internationalen Sportgremien bestätigten den von Frankreich geschaffenen sportpolitischen Status und damit die Trennung der Saar von Deutschland.
Im Januar 1950 wurde ein eigenständiges Nationales Olympisches Komitee des Saarlandes konstituiert. Am 15. Mai 1950 wurde das NOK des Saarlandes auf der Sitzung des IOC in Kopenhagen als Mitglied anerkannt und vom IOC die Anerkennung der Saar als „pays olympique“ ausgesprochen.
In der Folge wurden die von den saarländischen Fachverbänden gestellten Aufnahmeanträge, die den entsprechenden Föderationen zur Entscheidung vorlagen, anerkannt. Innerhalb von fünf Monaten wurden die wichtigsten olympischen Sportarten von den entsprechenden internationalen Fachverbänden anerkannt, teilweise jedoch mit der Einschränkung einer vorläufigen Aufnahme.
Die Aufnahme der saarländischen Fachverbände war eine wichtige Voraussetzung zur Anerkennung eines NOK durch das Internationale Olympische Komitee. In rascher Folge wurden nun die Fachverbände von den internationalen Verbänden aufgenommen, so waren im September des Jahres elf Fachverbände anerkannt, so zum Beispiel die Fußballer, die Fechter, die Boxer, der Handball und die Leichtathletik. Präsident des NOK war Erwin Müller.
Für die Olympischen Sommerspiele 1952 in Helsinki stellte das zu dieser Zeit französisch besetzte Gebiet eine eigene Mannschaft mit 36 Sportlern auf, da eine Teilnahme im Rahmen der gesamtdeutschen Olympiamannschaft noch nicht möglich war. Es wurden keine Medaillen gewonnen, was unter 69 Mannschaften einen mit den anderen leer ausgegangenen Teams geteilten 44. Rang ergab. Die vergleichbaren Luxemburger waren nicht darunter, diese hatten sich mit einer Goldmedaille sogar vor der deutschen Mannschaft platziert, die nur Silber- und Bronzemedaillen errang.
Einige saarländische Athleten wie Therese Zenz, die als 19-jährige Kanutin bei Olympia auf der ungewohnten offenen Ostsee vor Helsinki Neunte wurde, waren jedoch durchaus international konkurrenzfähig, sie konnte 1954 sogar einen WM-Titel für das Saarland erringen.
Nach dem Votum der Saarländer gegen eine Autonomie im Herbst 1955 wurde auf die noch mögliche erneute eigenständige Teilnahme einer großen Zahl von saarländischen Athleten an den Olympischen Sommerspielen 1956 verzichtet, zugunsten der nun durch Beitrittsverhandlungen ermöglichten, sportlich schwierigeren Qualifikation für die nun auch von Ostdeutschen anerkannte Gesamtdeutsche Olympiamannschaft. U. a. Therese Zenz konnte sich durchsetzen und auch Olympiamedaillen erringen.
Am 21. September des Jahres 1956 teilte das saarländische NOK dem IOC seine Selbstauflösung mit, damit verlor das NOK seine Anerkennung.
Nachdem das Saarland am 1. Januar 1957 offiziell der Bundesrepublik beigetreten war, schloss sich das saarländische Komitee, wie andere Institutionen auch, im Februar 1957 mit dem Nationalen Olympischen Komitee für Deutschland zusammen.